# Powiat Steyr-Land
Powiat Steyr-Land (niem. Bezirk Steyr-Land) – powiat w Austrii, w kraju związkowym Górna Austria, w Traunviertel. Siedziba powiatu znajduje się w mieście statutarnym Steyr, które do powiatu jednak nie należy.

## Geografia
Północna część powiatu leży na Wyżynie Bawarskiej, pozostałe tereny stanowią Północne Alpy Wapienne, w środkowej i południowej części są to Oberösterreichische Voralpen. Wschodnia część przy granicy leży w Ybbstaler Alpen.
Powiat Steyr-Land graniczy z następującymi powiatami: na północy Linz-Land, na północnym wschodzie Amstetten i Waidhofen an der Ybbs (dwa w kraju związkowym Dolna Austria), na południu Liezen (w kraju związkowym Styria), na zachodzie Kirchdorf an der Krems.

## Podział administracyjny
Powiat podzielony jest na 20 gmin, w tym jedną gminę miejską (Stadt), sześć gmin targowych (Marktgemeinde) oraz 13 gmin wiejskich (Gemeinde).
| Miasta 1. Bad Hall (5746) Gminy targowe 1. Gaflenz (1977) 2. Garsten (6690) 3. Sierning (9722) 4. Ternberg (3389) 5. Weyer (4040) 6. Wolfern (3372) | Gminy 1. Adlwang (2089) 2. Aschach an der Steyr (2265) 3. Dietach (3410) 4. Großraming (2654) 5. Laussa (1229) 6. Losenstein (1644) 7. Maria Neustift (1631) 8. Pfarrkirchen bei Bad Hall (2356) 9. Reichraming (1689) 10. Rohr im Kremstal (1495) 11. Schiedlberg (1292) 12. St. Ulrich bei Steyr (3168) 13. Waldneukirchen (2205) |
| (liczba mieszkańców 1 stycznia 2023) | |